# 발라 크리슈나

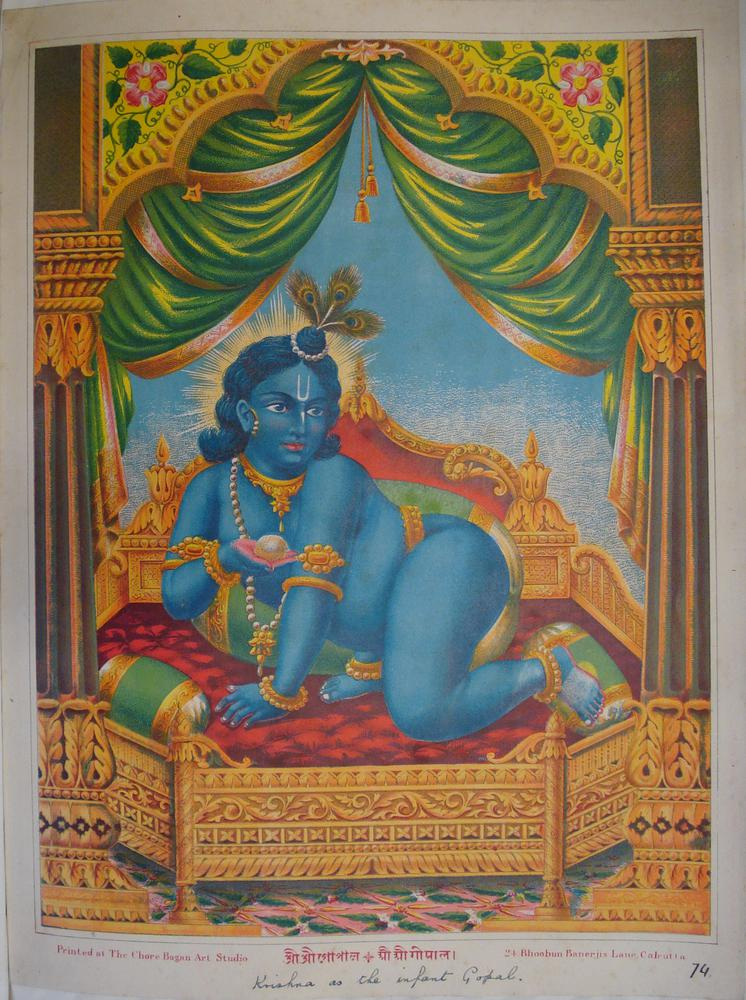
1895년경 석판화, 버터볼을 손에 든 발라 크리슈나

발라 크리슈나(산스크리트어: बाल कृष्ण) 또는 발라 고팔라는 힌두교 신 크리슈나의 어린 시절 모습을 가리킨다. 신성한 아이로서 크리슈나를 숭배하는 것은 역사적으로 크리슈나파 초기 숭배 형태 중 하나였다.

## 전설
데바키와 바수데바 아나카둔두비의 여덟 번째 아들인 크리슈나는 폭군 삼촌이자 마투라의 왕인 캄사를 죽이라는 예언을 성취하기 위해 태어났다. 부모와 함께 감옥에서 태어나자마자, 그는 아버지에게 자신을 브라자 지역으로 데려가 달라고 부탁했는데, 그곳에서 그는 형제인 발라라마와 함께 목동들 사이에서 어린 시절을 보낼 것이었다. 고쿨람 정착촌에서 그는 양부모인 야쇼다와 난다에 의해 길러졌다.

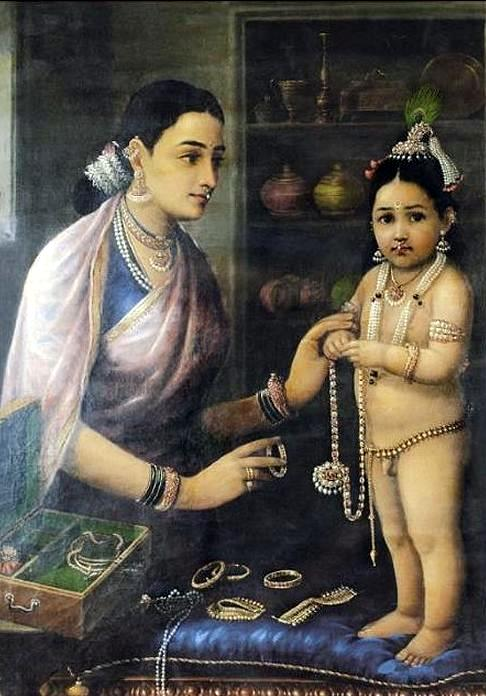
야쇼다가 크리슈나에게 장신구를 씌워주는 그림, 라자 라비 바르마.

어린 시절의 크리슈나는 고쿨람 목동들의 가족으로부터 버터를 훔치는 것과 같은 장난스러운 이야기로 가장 잘 알려져 있다. 버터는 크리슈나 숭배 전통에서 종종 사랑의 은유로 해석되는데, 측정 불가능성과 풍요로움이라는 속성과 관련이 있다. 어린 크리슈나는 또한 소를 풀어주고, 아이들을 놀리고, 사회적 관습에 대한 경멸을 표현한다. 이것은 종종 그가 주변 세계와 친밀하게 상호 작용하는 그의 신성한 놀이인 릴라의 일부로 해석된다.
발라 크리슈나는 또한 여러 기적적인 행위를 행했다고 한다. 그의 폭군 삼촌인 캄사는 그의 탄생 소식을 듣고 그를 죽이기 위해 여러 악의적인 아수라와 짐승들을 보냈지만, 그들의 모든 노력은 좌절되었다. 변신하는 악마 푸타나는 아기 크리슈나가 그녀가 제공한 독이 든 젖을 빨아 그녀의 생명을 빨아들임으로써 죽임을 당했다. 바카수라라는 또 다른 아수라는 학이나 황새로 변신하여 크리슈나를 삼키려 했으나, 대신 신이 그의 부리를 부러뜨림으로써 죽임을 당했다. 아카수라가 뱀으로 변신하여 크리슈나와 그의 친구들을 삼켰을 때, 신은 그의 몸 안에서 거대해져 그를 죽였다.

그의 전설 중 일부는 해방과 관련이 있는데, 바가바타 푸라나의 마니그리바와 날라쿠바라 이야기가 그 예이다. 부의 신 쿠베라의 아들들인 이 형제들은 한때 시바의 산악 유원지에서 처녀들과 함께 즐기다가 신성한 현자 나라다가 나타났다고 묘사된다. 소녀들은 존경심을 표하며 몸을 가렸지만, 형제들은 나라다를 무시했는데, 그들의 오만함은 그들의 큰 재산 때문이었다. 이것은 나라다가 그들에게 크리슈나에 의해 해방될 때까지 움직이지 않는 두 그루의 나무 형태로 변하라는 저주를 내리게 했다. 한번은 야쇼다가 아들이 더 이상 장난을 치지 못하도록 아들을 맷돌에 묶었다. 어린 크리슈나는 여전히 기어갈 수 있었고, 두 아르주나 나무 사이에 끼어있는 자신을 발견했다. 허리가 뒤의 맷돌에 묶인 채, 크리슈나는 당겨 나무를 뿌리 뽑았다. 나라다의 저주에서 풀려난 마니그리바와 날라쿠바라는 본래의 모습으로 돌아와, 자신들의 거처로 돌아가기 전에 신에게 경배를 표했다. 

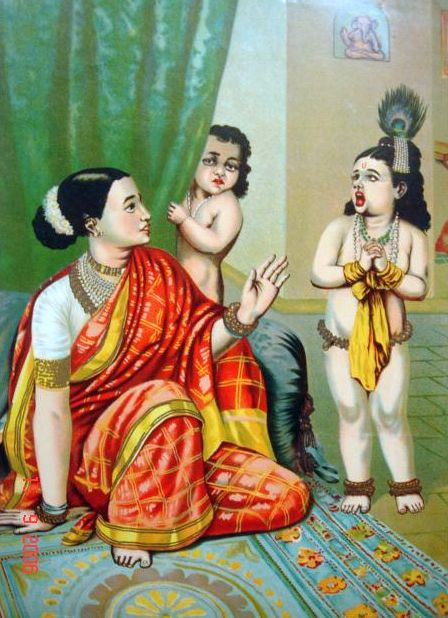
크리슈나가 입을 벌려 야쇼다에게 우주를 드러내는 그림.

그의 가장 인기 있는 전설 중 하나는 크리슈나의 친구들이 그가 흙을 먹었다고 야쇼다에게 고발했다고 한다. 야쇼다가 그를 꾸짖기 시작하자 크리슈나는 이를 부인하고, 자신이 직접 볼 수 있도록 입을 크게 벌렸다. 야쇼다는 그의 입 안에서 모든 물질의 우주적 환영을 목격했는데, 공간, 방위, 지구와 그 섬들, 바다와 산, 별자리, 마음, 원소들, 그리고 마침내 자신의 모습까지 그의 벌어진 입 안에서 보았고, 그녀는 어리둥절해졌다.
그의 도상학에서 그는 종종 손과 무릎으로 기어가는 어린 아이 또는 손에 버터 조각을 들고 춤추는 모습으로 묘사된다.
바가바드 기타에서는 크리슈나가 보편적인 일신교를 가르치며 그가 스바얌 바가반임을 계시했다고 해석하기도 한다. 크리슈나 전설의 어린 시절 에피소드는 중세 인도에서 여러 운동으로 발전하기 시작한 중세 헌신적 숭배의 초점이 되었다.

## 숭배
신성한 아이인 발라 크리슈나의 숭배는 크리슈나파의 중요한 특징임에도 불구하고, 오늘날 인도의 여러 지역에서 크리슈나의 가장 인기 있는 신들 중 하나임에도 불구하고 종종 덜 주목받는다. 이러한 숭배의 초기 증거는 메가스테네스와 카우틸랴의 아르타샤스트라에서 기원전 4세기경에 찾아볼 수 있는데, 이때 바수데바의 아들로서 바수데바는 지고한 존재가 완전하고 영원하며 은혜로 가득한 강력한 일신론적 형태로 최고신으로 숭배되었다.

발라 크리슈나의 숭배는 다양한 비슈누파 학파에서 크리슈나를 스바얌 바가반으로 숭배하는 것으로 절정을 이룬 다양한 숭배 형태의 일부로 포함된다. 바가바타파의 일신론적 전통과 고팔라 크리슈나, 라다 크리슈나, 바수데바 크리슈나 숭배는 현재 크리슈나파 전통의 기초를 형성하며, 주류 비슈누파에서 크리슈나 또한 그러하다.

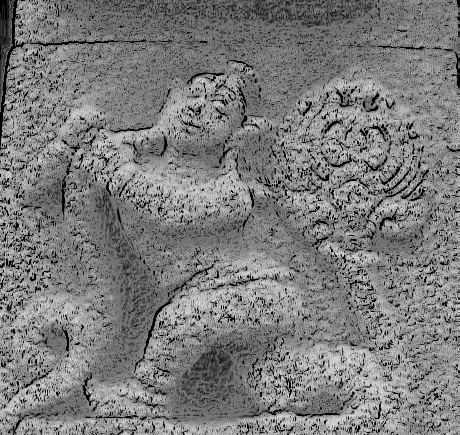
카르나타카주 남인도 함피, 비자야나가라에 있는 14세기-15세기 발라 크리슈나의 부조

발라 크리슈나 숭배에 헌정된 주요 역사 유적지는 비자야나가라 황제 크리슈나 데바 라야가 1513년에 건설한 함피의 발라 크리슈나 사원이다. 이 사원의 주 제단은 발라 크리슈나에게 헌정되었으며, 푸라나의 이야기들이 사원 벽과 라자고푸람에 새겨진 드문 사원 중 하나이다. 

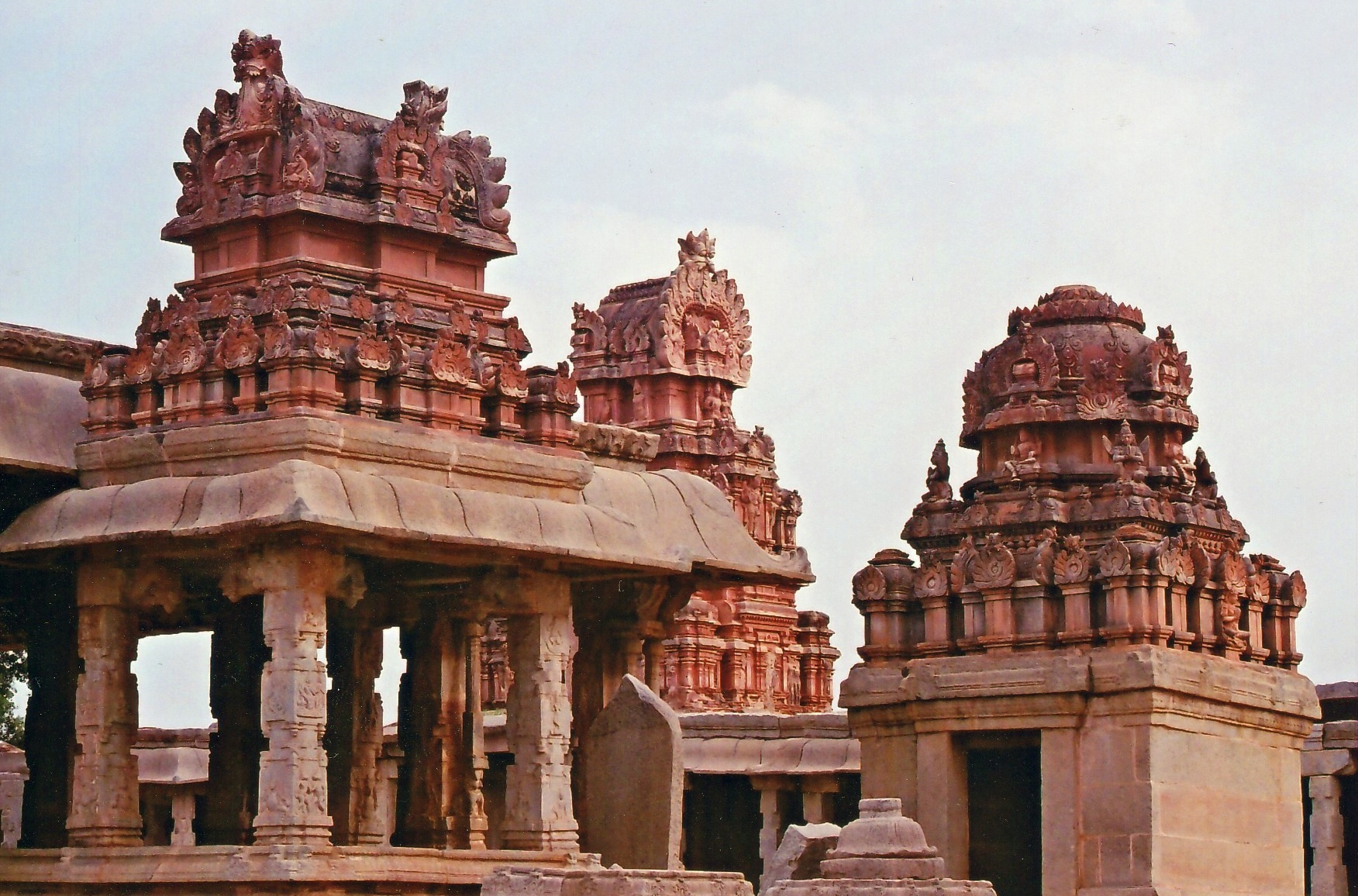
함피에 있는 발라 크리슈나 사원 전경

우두피 스리 크리슈나 마타 또한 발라 크리슈나의 무르티를 포함하고 있는 주목할 만한 유적지이다. 지역 전설에 따르면, 이것은 드바라카에서 바다를 통해 운반되었다고 믿어진다. 이것은 또한 크리슈나의 왕비였던 루크미니가 숭배했던 동일한 이미지로 여겨진다. 성자 마드바차리야가 오늘날 순례자들이 관찰하는 이미지를 배치했다고 여겨진다. 14세기에 바다에서 회수되었다고 여겨지는 이 발라 크리슈나 동상의 성스러운 등불은 마드바차리야 자신이 점등했으며 지난 700년 동안 항상 불이 밝혀져 있다고 한다.
서구에 힌두 크리슈나 사원을 설립하려는 그의 작업 초기에, 가우디야 비슈누파 구루 바크티베단타 스와미 프라부파다는 크리슈나 의식국제협회를 시작하기도 전에 뉴욕에 발라 크리슈나에게 헌정된 저명한 사원을 설립하고 싶어 했다. 그는 인도의 그의 후원자 중 한 명에게 다음과 같이 썼다.
그래서 뉴욕에 발라 크리슈나 사원을 즉시 시작해야 한다고 생각합니다. 그리고 주 발라 크리슈나의 헌신자로서 당신은 이 위대하고 고귀한 일을 수행해야 합니다. 인도에는 그렇게 많은 미국 선교 시설과 교회가 있지만, 지금까지 뉴욕에는 힌두교 예배 사원이 없습니다.— to S. Morarji, 1965

## 같이 보기
- 고팔라 크리슈나
- 라다 크리슈나
- 바수데바 크리슈나